# Bartzeisig
Der Bartzeisig (Spinus barbatus, Syn.: Carduelis barbata) ist eine südamerikanische Finkenart aus der Unterfamilie der Stieglitzartigen. Er wird gelegentlich in Europa als Ziervogel gehalten.

## Beschreibung

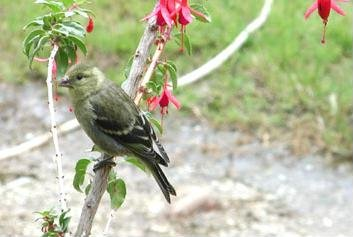
Bartzeisig, Weibchen

Bartzeisige erreichen eine Körperlänge von 12 bis 13 Zentimetern. Das Männchen hat ein überwiegend gelbes Federkleid. Stirn, Scheitel, Flügeldecken und Schwanzfedern sind schwarz. Das Weibchen ist deutlich blasser und die beim Männchen gelben Federn sind bei ihr weißgrau. Der Schnabel und die Füße sind bei beiden Geschlechtern hornfarben.

## Lebensweise und Verbreitung

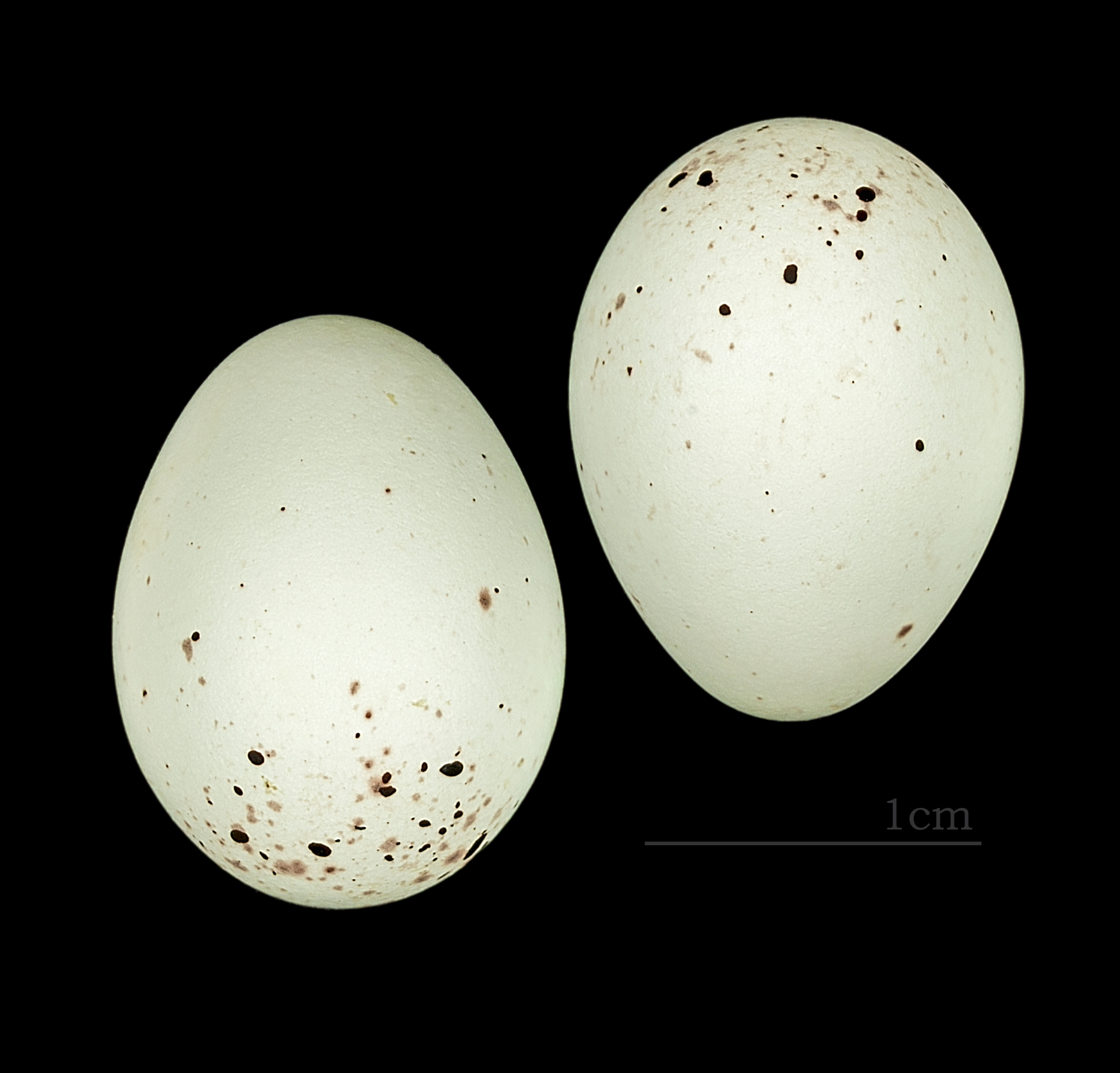
Eier des Bartzeisigs

Beim Bartzeisig baut nur das Weibchen das Nest. Es handelt sich um ein kleines, festes Napfnest. Es brütet auch nur das Weibchen, während ab dem Schlupf der Jungvögel das Männchen sich mit steigender Intensität an der Fütterung beteiligt. Die Nestlingszeit dauert etwa 20 Tage. Wenn die Jungen dann das Nest verlassen, werden sie 14 Tage lang nahezu ausschließlich vom männlichen Elternvogel versorgt. Danach verjagt das Männchen die Jungen aus dem Brutrevier.

Verbreitungsgebiet des Bartzeisigs (grün)

Das Verbreitungsgebiet des Bartzeisigs ist sehr groß. Es reicht vom Süden Boliviens durch Chile und Argentinien bis nach Feuerland. Auch auf den Falklandinseln kommt der Bartzeisig vor. Der Lebensraum dieser Art sind von Büschen und Wasserläufen durchsetzte Hangwiesen.